# Gare de Melitopol
La gare de Melitopol, (ukrainien : Мелітополь (станція)) est une gare ferroviaire ukrainienne, occupée par la Russie, située à Melitopol.

## Histoire
Elle fut construite en 1874 lors de la création de la ligne Zaporija-Melitopol et la ligne Simferopol-Melitopol.

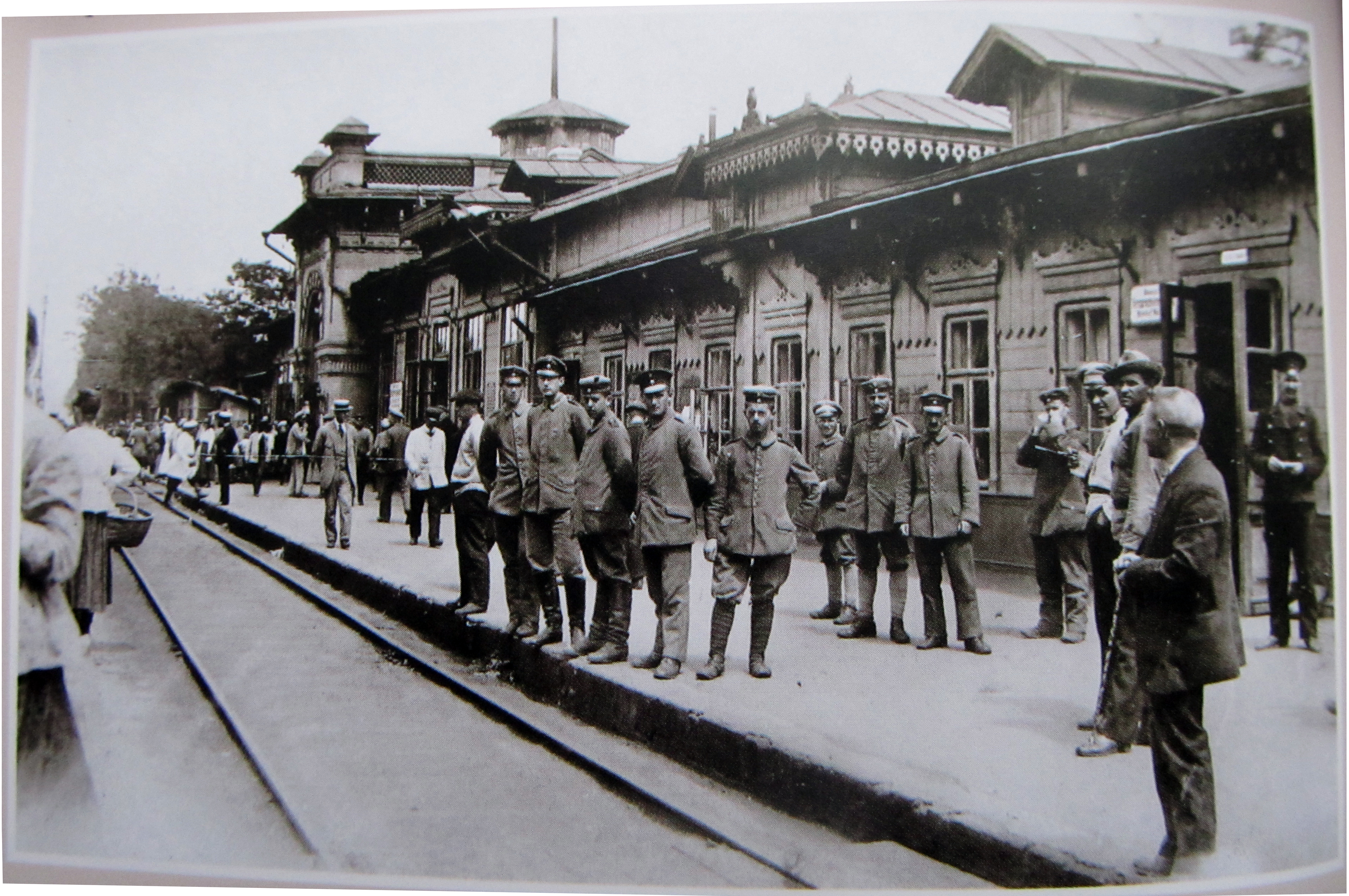
La gare en 1918.
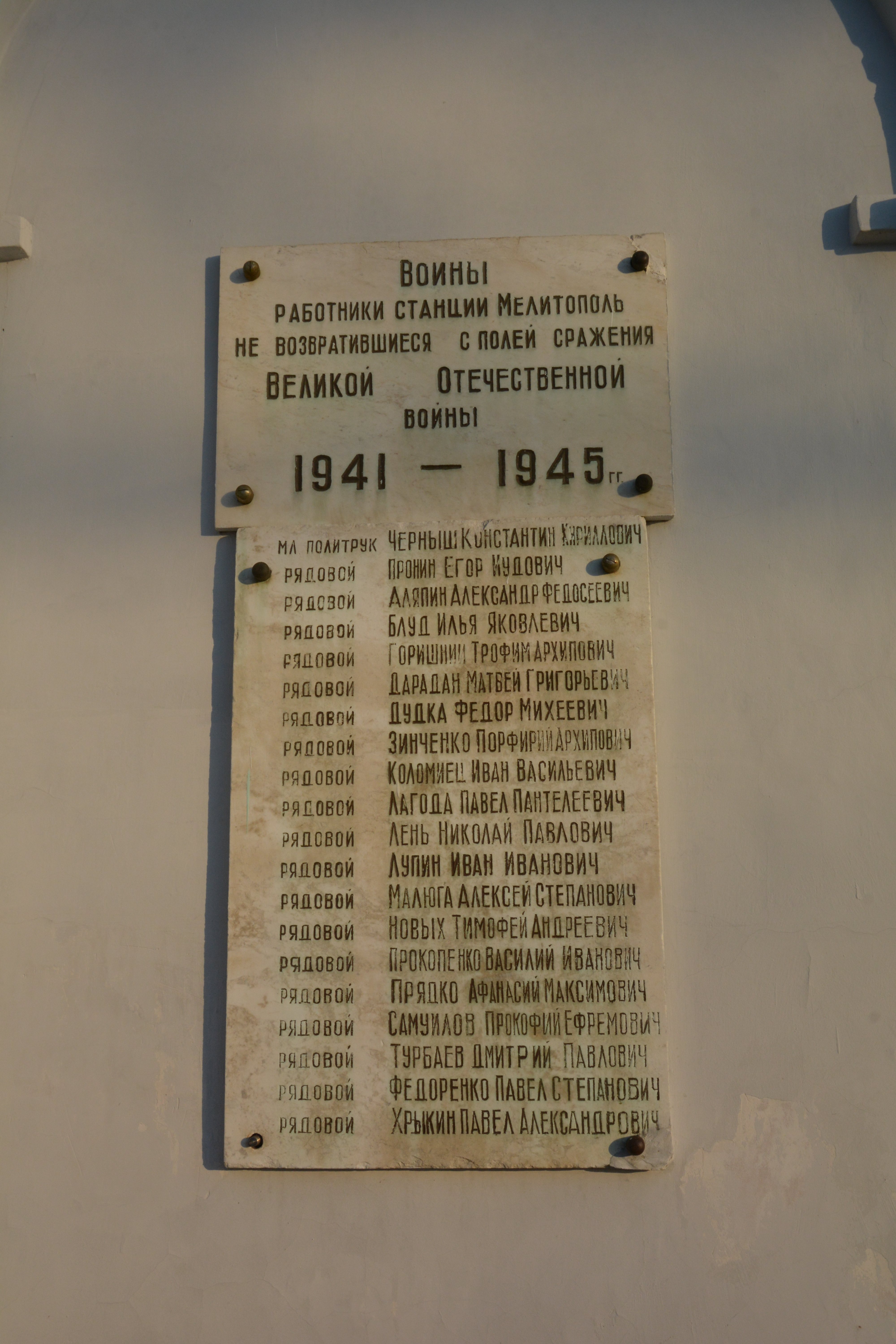
mémorial 2GM Registre national des monuments immeubles d'Ukraine